# Дикая орхидея
«Дикая орхидея» (англ. Wild Orchid) — американская эротическая мелодрама 1989 года режиссёра Залмана Кинга.

## Сюжет
Поступив на работу в юридическую фирму, Эмили (Кэрри Отис) — молодая красивая девушка — отправляется в Бразилию помочь завершить крупную сделку с недвижимостью.
В Рио-де-Жанейро она встречается с Джеймсом Виллером (Микки Рурк) — загадочным и очень сексуальным миллионером, который, используя своё колдовское очарование, пытается её соблазнить. Под ритмы и краски карнавала он распаляет в девушке вулкан неведомых ей ранее чувств и эротических фантазий, так и не решаясь на активные действия. Эмили потрясена и заинтригована сексуальными выходками, в которых она невольно задействована. Но, спровоцировав девушку на связь с другими мужчинами, а сам выступая в качестве наблюдателя за чужими эротическими сценами, Джеймс с удивлением обнаруживает, что всё-таки по-настоящему влюбился в Эмили. Для него это привычная игра в любовь, но Эмили не хочет и не может играть, она искренна, и это заставляет Виллера открыть ей своё сердце.

## В ролях
| Актёр             | Роль           |
| ----------------- | -------------- |
| Микки Рурк        | Джеймс Виллер  |
| Кэрри Отис        | Эмили Рид      |
| Жаклин Биссет     | Клаудия Деннис |
| Брюс Гринвуд      | Жером          |
| Олег Видов        | Отто           |
| Милтон Гонсалвеш  | Флавио         |
| Ассумпта Серна    | Ханна          |
| Бернардо Яблонски | Роберто        |

## Съёмки
- После съёмок фильма Микки Рурк и Кэрри Отис поженились, брак продлился до 1998 года.
- Ходили слухи, что финальная сцена фильма не была фикцией. Существует легенда о том, будто бы два «актёра не смогли контролировать себя» во время этой последней сцены и, несмотря на присутствие посторонних, совершили настоящий половой акт. Если верить существующим источникам, Рурк и Отис сделали это из-за близкого родства душ. «Мы оба были словно раненые дети», — объясняла позже Отис Кристоферу Гудвину из лондонской «The Times»[2].
- Для Видова съёмки в этом фильме едва не закончились трагически. Он вспоминает:

 «В один из съемочных дней я еду на мотоцикле за Рурком. Он закладывает крутой вираж, а я ловлю себя на том, что не вижу, куда он поворачивает, просто не вижу дороги. Очнулся я уже где-то в траве, рядом с шоссе. Все подбежали, стали расспрашивать, что случилось, а я и сам понять не могу. Но вот с того времени стал замечать в себе какие-то странные вещи. Делала мне авансы симпатичная партнерша, а я даже и думать об этом не хочу. Одним словом, понял я, что заболел. Так и оказалось — врачи обнаружили у меня опухоль на гипофизе. Слава богу, что она оказалась доброкачественной и операция, по мнению врачей, прошла успешно. Но тем не менее долгое время я думал, что отдам богу душу, да и чувствую себя с тех пор не очень-то здорово, пропала та энергия, тот напор, с которыми я когда-то работал».